# Blueprint
Blueprint – czwarty solowy album Rory’ego Gallaghera, wydany w 1973 roku.
W 2000 roku pojawiła się zremasterowana wersja płyty, zawierająca dwie dodatkowe piosenki: „Stompin' Around” i „Treat Her Right”.

## Lista utworów
Wszystkie utwory napisane przez Gallaghera.
| 1. | „Walk on Hot Coals”            | 7:03  |
|    |                                |       |
| 2. | „Daughter of the Everglades”   | 6:13  |
|    |                                |       |
| 3. | „Banker's Blues”               | 4:46  |
|    |                                |       |
| 4. | „Hands Off”                    | 4:31  |
|    |                                |       |
| 5. | „Race the Breeze”              | 6:54  |
|    |                                |       |
| 6. | „Seventh Son of a Seventh Son” | 8:25  |
|    |                                |       |
| 7. | „Unmilitary Two-Step”          | 2:49  |
|    |                                |       |
| 8. | „If I Had a Reason”            | 4:30  |
|    |                                |       |
|    |                                | 45:11 |
|    |                                |       |

## Wykonawcy
- Rory Gallagher – wokal, gitary, harmonijka ustna
- Gerry McAvoy – gitara basowa
- Rod de'Ath – bębny, instrumenty perkusyjne
- Lou Martin – pianino